# Амарал, Жуан Жустино
Жуан Жустино Амарал дос Сантос (порт. João Justino Amaral dos Santos; 21 декабря 1954, Кампинас, Сан-Паулу — 31 мая 2024, Сан-Паулу) — бразильский футболист, центральный защитник.

## Карьера
Амарал начал карьеру в клубе «Гуарани» из родного города Кампинас в 1971 году. За «Гуарани» он выступал семь сезонов, проведя в Чемпионате Бразилии за клуб 109 матчей, из которых команда выиграла 43, 38 свела вничью и 28 матчей проиграла.
В 1978 году он перешёл в клуб «Коринтианс». Там он составил знаменитую линию обороны команды, вместе с голкипером Жаиро, правым защитником Зе Марией, центральным защитником Мауро и левым защитником Владимиром, которую прозвали «Чёрная стена», за тёмный цвет кожи всех игроков обороны. В 1979 году Амарал стал вместе с командой чемпионом штата Сан-Паулу.
В 1981 году Амарал перешёл в клуб «Сантос», но там задержался ненадолго и уехал на заработки в Мексику, где выступал за клубы «Америка» и «Универсидад» Гвадалахара. С «Америкой» Амарал выиграл чемпионат Мексики в 1984 году. Завершил карьеру Амарал на родине, в клубе «Блуменау» в 1987 году.
За сборную Бразилии Амарал выступал с 1975 по 1980 год, проведя 56 матчей. Он был участником Чемпионата мира 1978 года, когда бразильцы заняли третье место, а сам футболист стал одним из лучших игроков турнира, дважды, с перерывом в несколько секунд, выбив мяч с линии ворот в матче с Испанией. Также участвовал на турнире по случаю 200-летия США, где бразильцы стали победителями. Также в составе сборной Амарал выигрывал Кубок Атлантики и Кубок Рио-Бранко.
Проживал в Сан-Паулу, занимался бизнесом в районе Моока.
Умер 31 мая 2024 года в Сан-Паулу от рака в возрасте 69 лет.

## Достижения

### Командные
- Обладатель Кубка Атлантики: 1976
- Обладатель Кубка Рио-Бранко: 1976
- Чемпион штата Сан-Паулу: 1979
- Чемпион Мексики: 1984

### Личные
- Обладатель Серебряного мяча Бразилии: 1975